# Gornja Krušica
Krushicë e Epërme en albanais et Gornja Krušica en serbe latin (en serbe cyrillique : Горња Крушица) est une localité du Kosovo située dans la commune/municipalité de Theranda/Suva Reka et dans le district de Prizren/Prizren. Selon le recensement de 2011, elle compte 200 habitants, dont une majorité d'Albanais.

## Démographie

### Évolution historique de la population dans la localité
| 1948 | 1953 | 1961 | 1971 | 1981 | 1991 | 2011 |
| ---- | ---- | ---- | ---- | ---- | ---- | ---- |
| 120  | 134  | 158  | 175  | 231  | 285  | 200  |

|  |